# 월드 다이 스타
월드 다이 스타(World Dai Star, ワールドダイスター)는 타카히로가 각본을 맡고 에그 펌과 반다이 남코 필름웍스가 제작한 혼합 미디어 프로젝트로 미카 피카고가 오리지널 캐릭터 디자인을 맡았다. Lerche의 애니메이션 TV 시리즈는 2023년 4월부터 6월까지 방영되었으며, "월드 다이 스타: 꿈의 스텔라리움"이라는 제목의 모바일 게임이 2023년 7월에 출시되었다.